# 颱風愛娜斯 (1981年)
颱風愛娜斯 (英語：Typhoon Agnes, 菲律賓大氣地球物理和天文服務管理局：Pining）為1981年太平洋颱風季的熱帶氣旋之一。